# Longiperna insperata
Longiperna insperata is een hooiwagen uit de familie Gonyleptidae.